# Xestocephalus fuscomaculatus
Xestocephalus fuscomaculatus är en insektsart som beskrevs av Kamitani 2005. Xestocephalus fuscomaculatus ingår i släktet Xestocephalus och familjen dvärgstritar. Inga underarter finns listade i Catalogue of Life.